# Fermont
Fermont es una ciudad situada en la provincia de Quebec, Canadá. Según el censo de 2021, tiene una población de 2256 habitantes.
Es la sede del municipio regional de condado de Caniapiscau.
Fue fundada en 1974 como una ciudad empresarial para explotar una mina de hierro situada a una distancia de 25 km.
La mayoría de los residentes son alojados por sus empleadores en una de sus viviendas o en el famoso "muro pantalla" (mur-ecran). El “Muro”, como se le llama, es un edificio multifuncional que alberga viviendas y todos los servicios como colegios, piscina, estadio, centro comercial, etc. Esta enorme estructura autónoma, de 1.3 kilómetros de longitud y 15 metros de altura, contiene también cerca de 400 viviendas y la sede del ayuntamiento. Todos estos desarrollos están conectados por un paseo peatonal con temperatura controlada. El diseño de esta edificación ofrece importantes ventajas a los residentes, que no siempre tienen que afrontar directamente el frío que caracteriza la zona para realizar sus actividades diarias.

## Geografía
La localidad está ubicada en las coordenadas 52°47′48″N 67°05′27″O / 52.79667, -67.09083. Según Statistics Canada, tiene una superficie total de 451.12 km².

## Demografía
Según el censo de 2021, hay 2256 personas residiendo en la localidad. La densidad de población es de 4.55 hab./km². En el censo de 2016 se registró una población de 2474 habitantes, por lo que hubo una disminución de 215 habitantes (8.8%).
El número total de inmuebles particulares es de 1538, lo que representa una densidad de 3.41 inmuebles por km². El número total de viviendas particulares que se encuentran ocupadas por residentes habituales es de 976.